# 安達阿記子
安達 阿記子（あだち あきこ、1983年9月10日 - ）は、日本の女子ゴールボール選手。ゴールボール女子日本代表。リーフラス株式会社所属。

## 人物
福岡県八女市出身。久留米市立日吉小学校、久留米市立諏訪中学校、久留米信愛女学院高校を卒業。
14歳のときに視力の中心部分が見えなくなる黄斑変性症を右目に発症。19～20歳のときに左目にも発症し、視力をほぼ失った（弱視）。
2006年、あん摩マッサージ指圧師の資格を取るために国立福岡視力障害センターに入所した際にゴールボール競技に出会った。スポーツの経験はほとんどなかったというが、翌2007年7月のIBSA世界選手権大会で国際大会に初参加し、同大会で銅メダルを獲得。
パラリンピックのゴールボール競技には2008年北京、2012年ロンドン、2016年リオデジャネイロに出場し、ロンドンパラリンピックでは金メダルを獲得した。パラリンピックの団体競技における日本の金メダル獲得は史上初だった。
2009年よりリーフラスに入社し、各地での講演活動や体験会などを通して、ゴールボールの普及活動も行っている。